# محمد بازوكا
محمد السيد عبد الرازق بازوكا ،لاعب كرة قدم مصري دولي من مواليد 1 سبتمبر 1993 منيا القمح بمحافظة الشرقية، لاعب نادي الاتحاد السكندري.
بدأ مسيرته الكروية مع نادي الشرقية، وفي موسم 2014/2015 انتقل إلى نادي الزمالك ،ثم انضم اللاعب لنادى الاتحاد السكندري (علي سبيل الإعارة) في موسم 2014/2015.